# 라이언 로빈스
라이언 로빈스(Ryan Robbins)는 캐나다의 배우이다.

## 작품 목록
- 7번째 아들 - 바킵 역
- 오두막
- 스코치드 어스: 분노의 추격자 - 토마스 잭슨 역